# Amphipsyche pellucida
Amphipsyche pellucida är en nattsländeart som först beskrevs av Luisa Eugenia Navas 1923.  Amphipsyche pellucida ingår i släktet Amphipsyche och familjen ryssjenattsländor. Inga underarter finns listade i Catalogue of Life.